# Xanlıqlar (Şərur)
Xanlıqlar è un comune dell'Azerbaigian situato nel distretto di Şərur.